# Potentilla vvedenskyi
Potentilla vvedenskyi är en rosväxtart som beskrevs av Viktor Petrovitj Botjantsev. Potentilla vvedenskyi ingår i Fingerörtssläktet som ingår i familjen rosväxter. Inga underarter finns listade i Catalogue of Life.